# Magnus z Cuneo

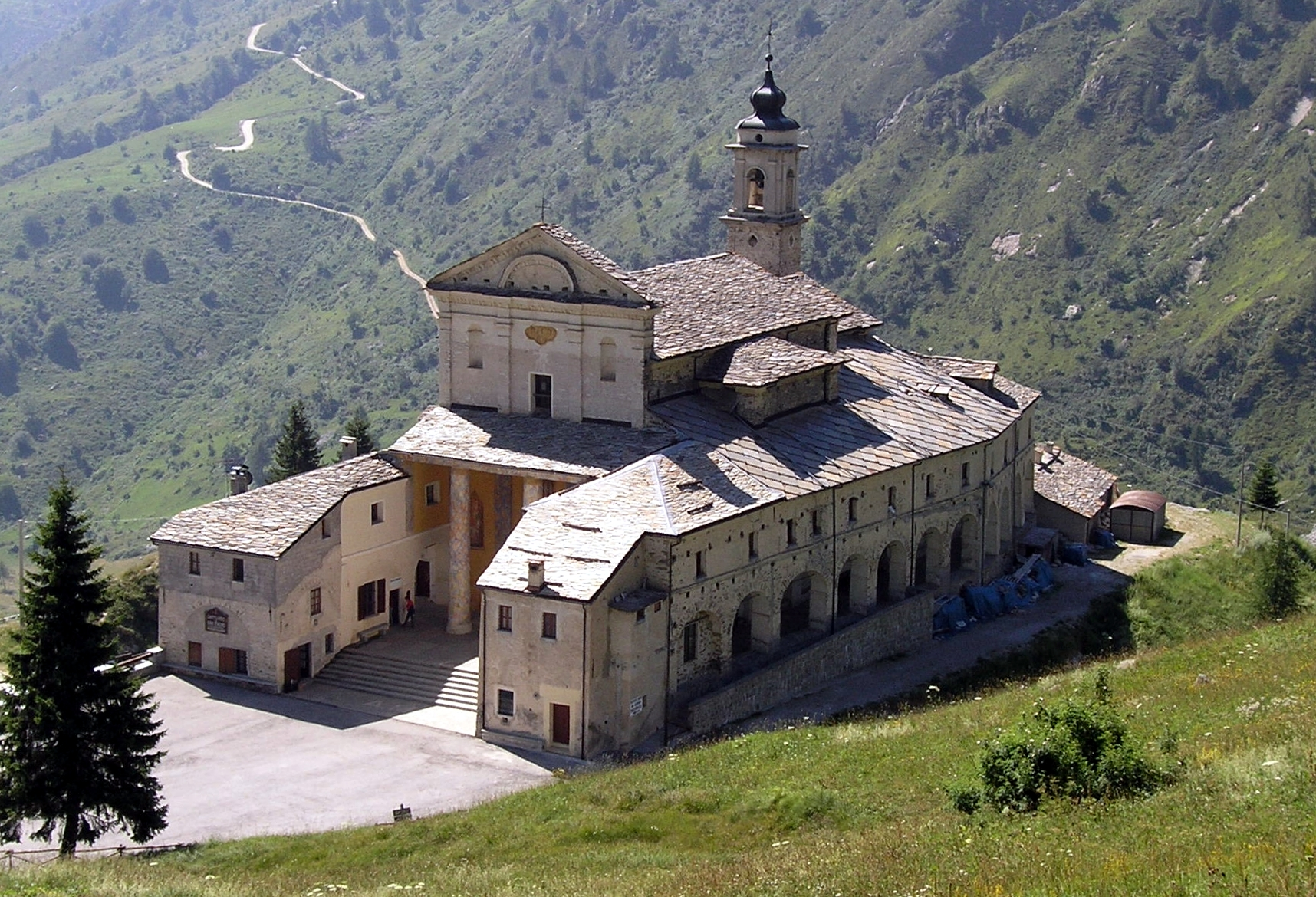
Sanktuarium św. Magnusa w Castelmagno.

Magnus z Cuneo, wł. Magno (zm. ok. 286) – według tradycji rzymski żołnierz legendarnej Legii Tebańskiej, towarzysz Konstancjusza, męczennik chrześcijański i święty Kościoła katolickiego.
Śmierć męczeńską, za wyznawanie wiary chrześcijańskiej, poniósł w czasach panowania Dioklecjana i Maksymiana wraz z wieloma innymi towarzyszami.
Po decymacji Legionu w Agaunum (dzisiejsze Saint-Maurice d'Agaune na terytorium Szwajcarii) przez Maksymiana niewielu żołnierzom udało się zbiec z miejsca pogromu.
Konstancjusz z towarzyszami schronili się w Alpach Kotyjskich Val Maira (dzisiejsze Villar San Costanzo) głosząc wiarę chrześcijańską. Wcześniej zostali straceni Costantino, Dalmazzo, Desiderio, Isidoro, Olimpio, Ponzio, Vittore, Teofredo oraz Magno (Magnus). Wszystkich pochował św. Konstancjusz, potem sam stracił życie.
Na grobie Magnusa miał zostać wybudowany kościół, a następnie dzisiejsze Sanktuarium św. Magnusa w Castelmagno w dolinie Valle Grana, w Prowincji Cuneo, które stało się miejscem jego kultu.
Jego wspomnienie liturgiczne obchodzone jest 19 sierpnia.
Nie należy mylić go ze św. Magnusem, według tradycji biskupem Trani i Anagni, wspominanym tego samego dnia.
Identyfikowany jest natomiast z Magnusem z Füssen, biskupem i misjonarzem zmarłym 6 września ok. 772 roku, którego kult rozprzestrzenił się za sprawą benedyktynów na południe od Piemontu.
Ze względu na związek Magnusa z legionem tebańskim, święty przedstawiany jako rzymski żołnierz trzymający sztandar i palmę męczeństwa.